# Marcilly-en-Villette

Marcilly-en-Villette este o comună în departamentul Loiret din centrul Franței. În 1 ianuarie 2022 avea o populație de 2.185 de locuitori.